# Hans Trott
Hans Trott ist der erste urkundlich fassbare Bürgermeister der Stadt Bozen. Als oberster kommunaler Amtsträger ist er 1449 und wiederum in den Jahren 1458, 1462 und 1468 bezeugt.
Die habsburgische Territorialstadt hatte 1442 von König Friedrich III. ein epochemachendes Stadtratsprivileg erhalten, das die Einsetzung eines erweiterten, zwölfköpfigen Stadtrats vorsah, aus deren Mitte offenbar auch die Bestellung eines Bürgermeisters erfolgte.
Trott ist um 1450 mit Hausbesitz und Bürgerrecht nachgewiesen. 1458 bewohnt er das ehemalige Wirtshaus am Stern unter den Bozner Lauben (Haus Nr. 12). Des Weiteren amtete er 1451 auch als Landrichter von Gries und 1467 als Verwalter des örtlichen Heiliggeistspitals.